# Порту-дус-Гаушус
Порту-дус-Гаушус (порт. Porto dos Gaúchos) — муниципалитет в Бразилии. входит в штат Мату-Гросу. Составная часть мезорегиона Север штата Мату-Гроссу. Входит в экономико-статистический микрорегион Аринус, который входит в Север штата Мату-Гроссу. Население составляет 6559 человек на 2006 год. Занимает площадь 7011,545 км². Плотность населения — 0,9 чел./км².

## Статистика
- Валовой внутренний продукт на 2003 год составляет 52 443 486,00 реалов (данные: Бразильский институт географии и статистики).
- Валовой внутренний продукт на душу населения на 2003 год составляет 8528,78 реалов (данные: Бразильский институт географии и статистики).
- Индекс развития человеческого потенциала на 2000 год составляет 0,756 (данные: Программа развития ООН).